# Guy Learmonth
Guy Learmonth, né le avril 1992 à Berwick-upon-Tweed, est un athlète britannique, spécialiste du 800 m.
Son record personnel est de 1 min 44s 80.
Il est également 4 fois champion de Grande-Bretagne du 800 m.